# Химіч Василь Сидорович
Васи́ль Си́дорович Хи́міч (нар. 1907 — пом. 1951) — радянський військовик часів Другої світової війни, телефоніст роти зв'язку 222-го гвардійського стрілецького полку 72-ї гвардійської стрілецької дивізії (7-ма гвардійська армія), гвардії червоноармієць. Герой Радянського Союзу (1943).

## Життєпис
Народився 25 березня 1907 року в місті Києві (за іншими даними — в селі Боярці Лисянського району Черкаської області). Українець.
Здобув неповну середню освіту. Працював шахтарем у місті Антрациті, нині Луганської області. З 1929 по 1932 роки проходив дійсну строкову військову службу в лавах РСЧА. Вдруге призваний до лав РСЧА у 1941 році Боково-Антрацитівським РВК Ворошиловградської області.
Учасник німецько-радянської війни з грудня 1942 року. Воював на Сталінградському, Воронезькому, Степовому, 2-гу і 3-тю Українських фронтах. Був важко поранений і тричі контужений. Член ВКП(б) з 1943 року.
Особливо гвардії червоноармієць В. С. Химіч відзначився під час битви за Дніпро. У ніч з 25 на 26 вересня 1943 року він з першою групою бійців переправився на західний берег річки Дніпро. Протягом дня 26 вересня під щільним вогнем супротивника відновлював і підтримував зв'язок з підрозділами полку. Під час ліквідації пошкодження лінії був атакований чотирма ворожими солдатами але, кинувши гранату, змусив їх до втечі, а згодом поодинці знищив влучним вогнем з карабіна. Брав участь у відбитті 6 контратак, знищивши при цьому ще 7 солдатів ворога.
Після закінчення війни гвардії старший сержант В. С. Химіч ще деякий час продовжував військову службу в складі Центральної групи військ на посаді старшини штабної роти 9-го окремого гвардійського батальйону зв'язку 38-го гвардійського стрілецького корпусу 9-ї гвардійської армії.
Після демобілізації повернувся до міста Антрацит, працював на шахті. Помер 31 травня 1951 року.

## Нагороди
Указом Президії Верховної Ради СРСР від 26 жовтня 1943 року «за успішне форсування річки Дніпро, міцне закріплення і розширення плацдарму на західному березі річки Дніпро та виявлені при цьому відвагу і героїзм», гвардії червоноармійцеві Химічу Василю Сидоровичу присвоєне звання Героя Радянського Союзу з врученням ордена Леніна і медалі «Золота Зірка» (№ 1406).
Також нагороджений низкою медалей, у тому числі двома медалями «За відвагу» (08.09.1943, 10.08.1945).